# Johann Baptist Vanhal
Johann Baptist Vanhal (eigenlijk: Jan Křtitel Vaňhal maar ook: Wanhal, Wanhall en van Hall) (Nechanice, Bohemen, 12 mei 1739 - Wenen, 20 augustus 1813) was een componist, muziekpedagoog en violist.

## Levensloop
Vanhal werd geboren als zoon van een boer. Zijn eerste muzieklessen kreeg hij van een plaatselijke musicus Antonín Erban. In 1757 was hij in Opočno werkzaam als organist en in 1759 werkte hij als koormeester in Hněvčeves.
Vanhal werkte voor de familie van gravin Schaffgotsch en was toen reeds een goede componist, organist en violist. Met de hulp van de gravin kon hij in 1760 naar Wenen vertrekken om er les te volgen bij Karl Ditters von Dittersdorf. In die jaren was er in Wenen veel vraag naar orkestmuziek. Met de inkomsten van zijn eigen werken en als kopiist kon Vanhal in zijn levensonderhoud voorzien.
Toen Baron Issac van Riesch uit Dresden een eigen orkest wilde oprichten, ging Vanhal naar Italië. Daar leerde hij onder anderen Christoph Willibald Gluck en Leopold Gassmann kennen.
Twee van zijn opera's werden in Florence opgevoerd.
Samen met Gassmann keerde Vanhal terug naar Wenen en vestigde zich er als zelfstandig musicus. Vanhal verbleef van 1772 tot 1780 op het landgoed van de Hongaarse graaf J. Erdődy en vestigde zich daarna in Wenen. Joseph Haydn bewonderde de werken van Vanhal en voerde ze graag uit. De meeste van zijn werken zijn instrumentaal.
Vanhal schreef rond 75 symfonieën. Ook schreef hij bundels klavierwerken voor orgel of klavecimbel, opera's, offertoria, pianoconcerten en kinderliederen. Vanhal bracht vaak elementen van Tsjechische volksliederen in zijn symfonieën aan.

## Composities

### Werken voor orkest

#### Symfonieën
- 1760-1762 Symfonie C-groot, (Bryan C3)
- 1760-1770 Symfonie c-klein, (Bryan c2)
- 1762-1764 Symfonie Bes-groot, (Bryan B3)
- 1763-1765 Symfonie D-groot (Bryan D2)
- 1772-1773 Symfonie As-groot, (Bryan As1)
  1. Allegro molto
  2. Adagio molto cantabile
  3. Menuetto I en II
  4. Finale. Allegro molto
- 1772-1773 Symfonie G-groot (Bryan G6)
- 1775-1776 Symfonie G-groot (Bryan G11)
- 1775-1778 Symfonie A-groot (Bryan A9)
  1. Allegro moderato
  2. Andante molto
  3. Tempo di primo
- 1775-1778 Symfonie "Comista" C-groot (Bryan C11)
- 1779 Symfonie D-groot, (Bryan D17)
- Symfonie a-klein, (Bryan a2)
- Symfonie D-groot, (Bryan D4)
- Symfonie d-klein, (Bryan d1)
- Symfonie d-klein, (Bryan d2)
- Symfonie e-klein, (Bryan e1)
- Symfonie G-groot, (Bryan G8)
- Symfonie g-klein, (Bryan g1)
- Symfonie g-klein, (Bryan g2)
- Symfonie A-groot , (Bryan A2)

#### Concerten voor instrumenten en orkest
- 1771 Concert no. 1, voor fluit en orkest
- 1775 Concert no. 2, voor fluit en orkest
- 1776-1777 Concerto in C, voor klavecimbel, 2 violen, 2 hobo's, 2 hoorns, 2 clarin-trompetten, pauken, altviool en cello
- Concert A-groot, voor cello en orkest
  1. Allegro moderato
  2. Adagio e cantabile
  3. Finale. Allegro
- Concert Bes-groot, voor viool en orkest
- Concert C-groot, voor altviool en orkest
- Concert C-groot, voor fagot en orkest
- Concert C-groot, voor piano en orkest
- Concert C-groot, voor klarinet en orkest
- Concert D-groot, voor piano en orkest
- Concert E-groot, voor contrabas en orkest
- Concert Es-groot, voor contrabas en orkest
  1. Allegro moderato
  2. Adagio
  3. Finale. Allegro moderato
- Concert F-groot, voor twee fagotten en orkest
  1. Allegro moderato
  2. Andante grazioso
  3. Allegro
- Concert G-groot, voor viool en orkest

### Andere orkestwerken
- Divertimento G groot, voor twee hoorns en strijkers
- Divertimento in G, voor strijkers

### Missen, cantates en gewijde muziek
- 1779 Missa a 4 Voci, voor vier solisten, 2 violen, cello, 2 hobo's, 2 clarin-trompetten, pauken en orgel
- 1786 Missa ex C, voor sopraan, alt, tenor, bas, 2 violen, 2 hobo's, 2 clarin-trompetten, altviool en orgel
- 1802 Missa brevis in D, voor 4 solisten, 2 violen, altviool, clarin-trompetten en orgel
- Missa brevis festivalis, voor 4 solisten, 2 violen, cello, 2 clarin-trompetten, pauken en orgel
- Missa Pastoralis in G groot, voor 4 solisten, gemengd koor en orkest
- Messa per la Solemnita, voor sopraan, alt, tenor, bas, 2 violen, 2 hobo's, 2 hoorns, altviool en orgel
- Missa Solenims in C, voor vier solisten, 2 violen, cello, 2 hobo's, 2 trompetten obl., 2 althobo's obl., 2 klarinetten, pauken en orgel
- Stabat Mater in f-klein, voor sopraan, alt, vrouwenkoor en orkest

### Muziektheater

#### Opera's
| Voltooid in | titel                   | aktes | première   | libretto          |
| ----------- | ----------------------- | ----- | ---------- | ----------------- |
| 1770        | Il Demofoonte           |       | 1770, Rome | Pietro Metastasio |
| 1770        | Il trionfo di Clelia    |       | 1770, Rome | Pietro Metastasio |
|             | The Princess of Tarento |       |            |                   |

### Vocale muziek
- Tweede concert, voor sopraan, klavecimbel, strijkers en slagwerk

### Kamermuziek
- 1770-1771 Strijkkwartet no. 2 F-groot
- 1773 Strijkkwartet no. 3 C-groot
- 1778-1779 Strijkkwartet no. 1 c-klein
- 1780 Strijkkwartet no. 4 G-groot, op. 4 no. 1
- 1784-1785 Strijkkwartet no. 5 A-groot
- 1785-1786 Strijkkwartet no. 5 Es-groot
- Divertimento no. 1, voor 2 hobo's, 2 fagotten en 2 hoorns
- Divertimento, voor 2 hobo's, 2 fagotten en 2 hoorns
- Divertimento, voor 2 hobo's, 2 fagotten en 2 hoorns
- Drie lichte Sonaten, voor fluit en piano
- Flétnová dueta (Fluit duetten)
- Kwartet, voor hobo, viool, altviool en cello, op. 7 no. 1
- Kwartet, voor hobo, viool, altviool en cello, op. 7 no. 2
- Kwartet, voor hobo, viool, altviool en cello, op. 7 no. 3
- Kwartet, voor hobo, viool, altviool en cello, op. 7 no. 4
- Kwartet, voor hobo, viool, altviool en cello, op. 7 no. 5
- Kwartet, voor hobo, viool, altviool en cello, op. 7 no. 6
- Kwartet Es-groot, voor viool, altviool, cello en piano, op. 40 no. 1
- Kwartet G-groot, voor viool, altviool, cello en piano, op. 40 no. 2
- Kwartet Bes-groot, voor viool, altviool, cello en piano, op. 40 no. 3
- Kwartet, voor klarinet, viool, altviool en cello
- Kwintet G-groot, voor 2 violen, altviool, cello en piano, op. 12 no. 1 (1784)
- Kwintet d-klein, voor 2 violen, altviool, cello en piano, op. 12 no. 2 (1784)
- Kwintet Bes-groot, voor 2 violen, altviool, cello en piano, op. 12 no. 3 (1784)
- Notturno, voor fluit, 2 altviolen en cello
- Sonata in Bes, voor klarinet en piano
- Sonáta no. 2 G-groot, voor fluit en piano
- Sonata no. 3, voor viool en piano
- Téma s variacemi, voor piano, viool en cello
- Vier altviool-sonates, voor altviool en klavecimbel, op. 5
- Zes blazerskwintetten (in Es, Es, Es, F, F, F)

### Werken voor orgel
- 1784 Concerto in C, voor orgel (of klavecimbel), 2 violen, 2 hobo's, 2 clarin-trompetten, altviool, cello en pauken
- Concerto in F, voor orgel, twee violen en basso continuo
- 12 Orgelfugen in zwey Heften
- 12 ausgefuehrte Praeambula fuer Stadt- und Land-Organisten
- IV Praeambula
  1. Praeambulum I in C groot
  2. Praeambulum III in F groot
- Sechs Fugen
  1. Fuga I in C groot
  2. Fuga II in F groot
  3. Fuga III in D groot
- Varhanní skladby starých českých mistrů

### Werken voor piano
- Die Schlacht bei Wuerzburg den dritten Sep. 1796, Ein militaerisch heroisches Musickstueck fuer Klavier
- Die Bedrohung und Befreyung der Kaiserlich-Koeniglichen Haupt- und Residenzstadt Wien durch die franzoesischen Truppen... den 4tem Aprill 1797
- Marche fuer das Corps der Wiener akadimschen Kuenstler zur Zeit des allgemeinen Aufrufeg, voor piano
- Marche fuer das Corps der Wiener Universitat, voor piano

### Werken voor klavecimbel
- Divertimenti, voor klavecimbel